# 利拉尼莊園 (夏威夷州)
利拉尼莊園（英語：Leilani Estates）是位於美國夏威夷州夏威夷縣的一個人口普查指定地區。

## 地理
利拉尼莊園的座標為19°28′25″N 154°55′13″W / 19.47361°N 154.92028°W，而該地最高點為海拔高度235米（即771英尺）。

## 人口
根據2010年美國人口普查的數據，利拉尼莊園的面積為10.50平方千米，均為陸地。當地共有人口1560人，而人口密度為每平方千米148人。